# FC Barcelona Atlètic
FC Barcelona Atlètic (1991–2008 und 2010–2022 FC Barcelona B), kurz Barça Atlètic, ist der Name der zweiten Fußball-Herrenmannschaft des FC Barcelona. Die Mannschaft wurde im Jahre 1970 gegründet und spielt seit der Saison 2021/22 in der Primera Federación, der dritthöchsten spanischen Spielklasse.
Als Reserveteam eines Profiklubs ist es der Mannschaft weder gestattet, in derselben Liga wie die erste Mannschaft zu spielen, noch am spanischen Pokal teilzunehmen. Die Mannschaft trägt ihre Heimspiele im Estadi Johan Cruyff aus, das eine Kapazität von 6.000 Zuschauern hat.

## Geschichte
Das 1934 gegründete SD España Industrial war das erste Team, das offiziell als Reserveteam des FC Barcelona galt. Dieser Klub benannte sich 1956 in CD Condal um, da es in der Saison 1956/57 als eigenständiges Team an der ersten Liga teilnehmen wollte. Nach der Wiedereingliederung in den FC Barcelona diente CD Condal ab 1968 wieder als Reserveteam.
Im Jahr 1970 entschied der damalige Präsident des FC Barcelona, den CD Condal und die Jugendmannschaft Atlètic Catalunya fusionieren zu lassen. Die daraus entstehende Mannschaft wurde zunächst FC Barcelona Atlètic genannt, bis sie im Jahre 1991 ihren den Namen FC Barcelona B erhielt; von 2008 bis 2010 hieß die Mannschaft zwischenzeitlich wieder FC Barcelona Atlètic.
Seit Bestehen der Mannschaft gehörte Barcelona B in fast der Hälfte aller Spielzeiten der zweiten spanischen Liga an und war damit ein fester Bestandteil des spanischen Profifußballs. Anders als in Deutschland dürfen in der zweithöchsten Spielklasse auch B-Teams eines Erstligisten antreten. Jeder Spieler besitzt einen Profivertrag, da die Mannschaft keineswegs als reines Jugendteam fungiert. 1999 stieg die Mannschaft zuletzt aus der zweiten Liga in die dritte Liga, die Segunda División B, ab. Nach acht Jahren in der Segunda División B folgte in der Saison 2006/07 der Abstieg in die Tercera División. Unter dem damals neuen Trainer Pep Guardiola gelang dem Team ein Jahr darauf als Erstplatzierter der sofortige Wiederaufstieg. Guardiola wurde daraufhin zum Cheftrainer der ersten Mannschaft ernannt und Luis Enrique übernahm seinen Posten.
In der Saison 2009/10 erreichte Barcelona Atlètic den zweiten Platz in der Segunda División B und qualifizierte sich damit für die Relegationsspiele zur Segunda División. Nachdem sich das Team im Relegationsfinale gegen den Lokalrivalen UE Sant Andreu durchsetzte, spielt das Team seit der Saison 2010/11 wieder in der zweiten spanischen Liga. In seiner ersten Zweitligasaison seit elf Jahren belegte Barcelona B anschließend Platz drei, die beste Platzierung der Vereinsgeschichte. Ab der Saison 2011/12 wurde das Team von Eusebio Sacristán trainiert, mit dem die Mannschaft in der Saison 2013/14 ebenfalls den dritten Platz belegte. Nach einer sportlichen Talfahrt wurde Eusebio im Februar 2015 entlassen und zunächst durch Jordi Vinyals ersetzt, der den Abstieg als Tabellenletzter allerdings nicht verhindern konnte.
Zur Saison 2015/16 übernahm Gerard López die Mannschaft. In der Saison 2017/18 spielte die Mannschaft in der zweitklassigen Segunda División, nachdem der Aufstieg über die Play-offs erreicht wurde. Gegen Ende der Saison 2017/18 wurde López entlassen und durch García Pimienta ersetzt, der die U-19 von Barça betreute. Der Abstieg in die Segunda División B konnte nicht verhindert werden. In der Saison 2019/20 erreichte der FC Barcelona B durch den 3. Rang in der regulären Saison die Play-offs um einen Platz in der zweiten spanischen Liga, konnte sich jedoch nicht gegen die anderen Mannschaften durchsetzen. Im Juli 2022 übernahm Rafael Márquez das Amt des Cheftrainers.
Zur Saison 2022/23 erhielt die Mannschaft ihren alten Namen FC Barcelona Atlètic, kurz Barça Atlètic, zurück.

## Ligazugehörigkeit
- Spielzeiten Segunda División: 22
- Spielzeiten Segunda División B: 18
- Spielzeiten Tercera División: 4
- Spielzeiten Divisiones Regionales: 1
- Beste Platzierung in der Segunda División: 3. in der Saison 2010/11 und 2013/14

## Erfolge
- Aufstieg in die Segunda División (5): 1974, 1982, 1991, 1998, 2010, 2017
- Meister Segunda División B (3): 1982, 1991, 2002
- Meister Tercera División (2): 1974, 2008

## Ehemalige Spieler
Folgende ehemalige Spieler bestritten mehr als 50 Ligaspiele für die erste Mannschaft oder mehr als zehn Länderspiele.
- Guillermo Amor
- Marc Bernaus
- Bojan
- Carles Busquets
- Sergio Busquets
- Ramón Calderé
- Francisco Carrasco
- Albert Celades
- Paco Clos
- Iván de la Peña
- Giovani dos Santos
- Albert Ferrer
- Gabri
- Luis García
- Gerard
- Pep Guardiola
- Daniel Güiza
- Andrés Iniesta
- Lionel Messi
- Luis Milla
- Moha
- Thiago Motta
- Oleguer
- Antonio Olmo
- Óscar
- Pedro
- Carles Puyol
- Pepe Reina
- Sergi Roberto
- Roger
- Juan Carlos Rojo
- José Vicente Sánchez
- Sergi
- Patrick Suffo
- Thiago
- Víctor Valdés
- Xavi